# جنت‌آباد (سیرجان)
جنت‌آباد  یک روستا در ایران است که در بخش مرکزی شهرستان سیرجان واقع شده‌است.